# Pierre du Colombier
Pierre du Colombier, nom de plume de Pierre Louis Poinçon de La Blanchardière, né à Coulommiers le 24 novembre 1889 et mort à Ballainvilliers le 1er août 1975, est un ingénieur agronome, érudit et historien de l'art français.

## Biographie
D'une ancienne famille d'officiers originaire de Dol-de-Bretagne, les Poinçon de la Blanchardière , fils de Georges Poinçon de La Blanchardière, officier d'infanterie, et de Marie de La Brosse, Pierre de La Blanchardière suit ses études au collège Stanislas de Paris, puis à École militaire de Saint-Cyr. Par manque d'affinités, il renonce à la carrière des armes.
Il entre alors à l'Institut national agronomique, puis dans le corps des eaux et forêts afin de mener des expériences de chimie organique.
Après la Première Guerre mondiale, capitaine, il devient ingénieur conseil, puis par la suite directeur technique d'un cabinet de brevets d'invention en matière de chimie et d'industrie dans lequel il restera près de quarante années.
Entre 1927 et la fin des années 1960, parallèlement à ses activités professionnelles, il publie sous le pseudonyme de Pierre du Colombier, inspiré du nom de parents éloignés, de nombreux ouvrages consacrés à l'histoire de l'art en France et en Europe. On lui doit notamment des ouvrages sur la Renaissance en France, l'architecture française en Allemagne au XVIIIe siècle, l'enfant au Moyen Âge, la Renaissance, l'Italie, etc. Il est l'auteur de monographies sur Albrecht Dürer, Jean Goujon, Nicolas Poussin, Henri de Toulouse-Lautrec, Yves Brayer, Saint-Louis des Invalides, etc.
Il collabore à différentes revues, dont La Revue française. De 1941 à 1944, il assure la chronique artistique dans le journal Comœdia, qui cessera de paraître, bien qu'ayant bénéficié d'un non-lieu à l'issue d'une enquête judiciaire.
Pierre du Colombier est également l'un des traducteurs de Goethe.

## Publications

### Ouvrages et articles
- Albert Durer, Albin Michel, 1927.
- Decamps, Reider, 1928.
- L'Art français dans les cours rhénanes, La Renaissance du Livre, 1930.
- Tableau du XXe siècle. Les Arts, en collaboration avec Roland-Manuel, Denœl et Steele, 1933.
- Le style Henri IV, Louis XIII, Larousse, 1941.
- Histoire de l'Art, collection Les grandes études historiques, Arthème Fayard, 1945.
- L'art de la Renaissance en France, Le Prat, 1946.
- Yves Brayer, Mélot, 1948.
- De Venise à Rome, Arthaud, 1953 (illustrations d'Yves Brayer).
- Sienne, Arthaud, 1955.
- Enchantement de Rome, Arthaud, 1969.
- Le Château de France : Son histoire, sa vie, ses habitants, Arthème Fayard, 1960.

### Traduction deGoethe
- Dichtung und Wahrheit (Poésie et Vérité), À la Cité des Livres, 1930-1931 ; rééd. Aubier, 1941.
- Werther, Hermann et Dorothée, À la Cité des livres, 1930-1931.
- Iphigénie en Tauride (Goethe), Éditions Gallimard, 1942.
- Poésie et Vérité, autobiographie, Aubier, 1941, 1992.
- Les Affinités électives, préface de Michel Tournier, Éditions Gallimard, collection « Folio », 1954, 1980, 352 p.  (ISBN 9782070372379)